# Favignana (Włochy)

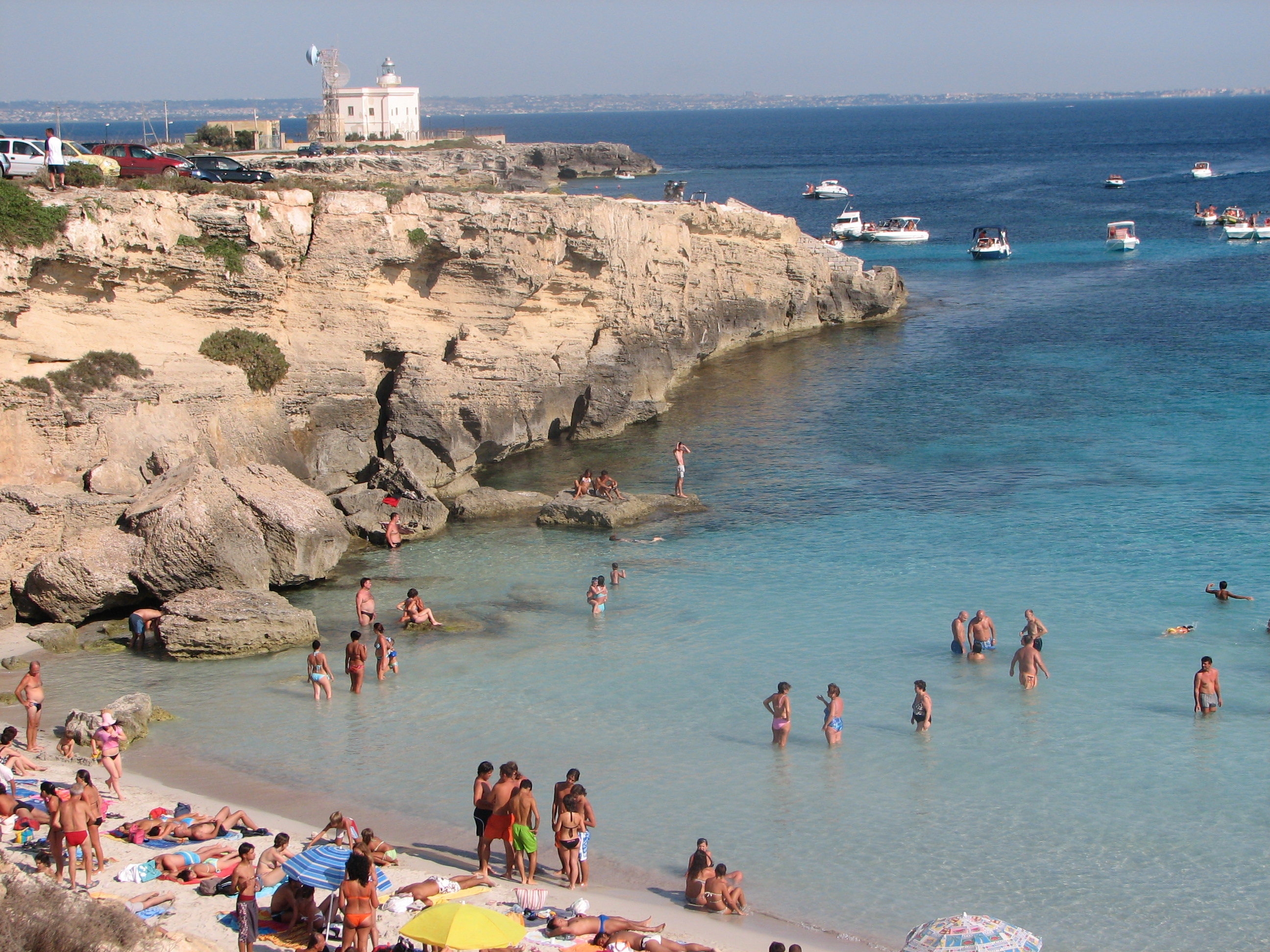
Favignana

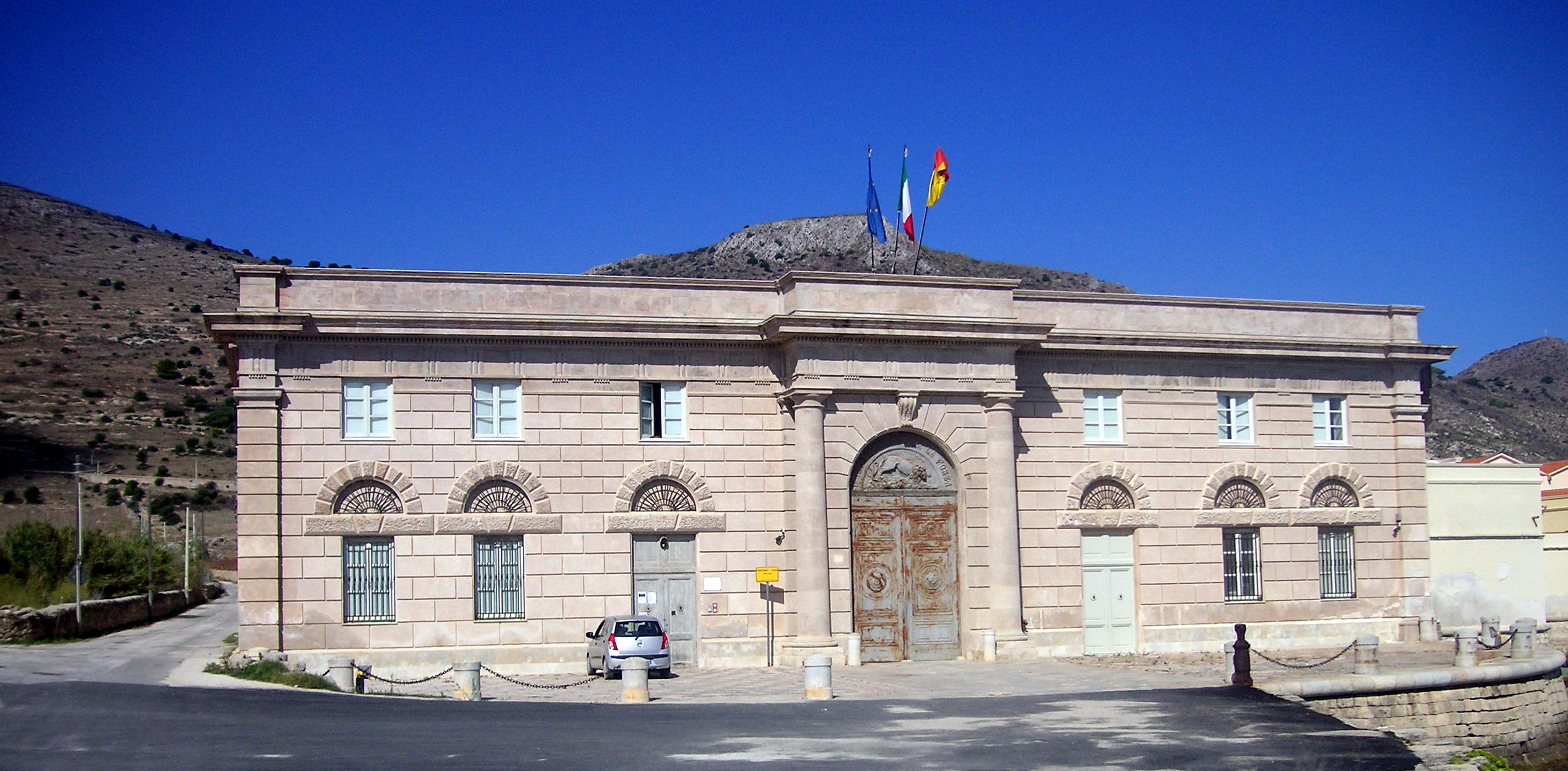
Urząd Miejski Favignany

Favignana – miejscowość i gmina we Włoszech, w regionie Sycylia, w prowincji Trapani. Znajduje się ona na wyspie Favignana.
Według danych na rok 2004 gminę zamieszkiwało 4106 osób, 111 os./km².
Wyspa ta była kolonią fenicką i znajdowało się tu miasto Motja.